# Xestia tristigma
Xestia tristigma là một loài bướm đêm trong họ Noctuidae.